# Никола Трипковић
Никола Трипковић (Чачак, 28. јануара 1998) српски је фудбалер. Висок је 184 центиметара и игра на позицији најистуренијег нападача.

## Каријера

### Борац Чачак

#### Сезона 2017/18: прве сениорске утакмице
Трипковић је рођени Чачанин, поникао у млађим категоријама локалног Борца. Као члан омладинског састава, Трипковић је прошао припреме са првом екипом код тренера Младена Додића почетком 2017, али до краја сезоне 2016/17. није уписао званичан наступ за сениорски тим. Лета исте године, по именовању Игора Спасића на место шефа стручног штаба Борца, Трипковић је и званично прикључен првом тиму пред почетак сезоне 2017/18. у Суперлиги Србије. Трипковић је свој први професионални наступ забележио на отварању сезоне у том такмичењу, на гостовању Јавору у Ивањици, 22. јула 2017, ушавши у игру уместо Лазара Јовановића у 86. минуту утакмице. Он се потом, у наредном колу, против екипе суботичког Спартака, нашао у стартној постави Борца и на тој утакмици одиграо свих 90 минута. Свој први погодак у дресу Борца, Трипковић је постигао у 7. колу такмичења, у поразу од 4ː1 на гостовању Младости у Лучанима, 26. августа исте године. Он је до краја календарске године у игру улазио још на сусретима са сурдуличким Радником у 12. и Црвеном звездом у 21. колу, те је на тај начин у првом делу сезоне забележио укупно 5 наступа. Трипковић је током зимске паузе у првенству, заједно са неколицином саиграча, уступљен српсколигашу Полету из Љубића до краја сезоне. За тај клуб је наступао као бонус играч, а забележио је 14 утакмица и постигао 7 голова.

#### Сезона 2018/19: стартна постава
Након одласка већег броја првотимаца из претходне сезоне, услед испадања клуба у нижи ранг такмичења, Трипковић се вратио у прву екипу Борца пред почетак сезоне 2018/19. у Првој лиги Србије. Трипковић је сезону започео као први избор у нападу код тренера Владимира Станисављевића, а свој први гол у сезони постигао је у 5. колу такмичења на гостовању екипи Будућности у Добановцима. Нешто касније, истог месеца, Трипковић је погодио у ремију са Јавором из Ивањице, а потом и на утакмици шеснаестине финала Купа Србије, против ужичке Слободе. На утакмици 10. кола Прве лиге Србије, 8. октобра 2018, Трипковић је постигао сва три поготка за свој тим у победи од 3ː1 над екипом Жаркова на Стадиону крај Мораве. Свој шести гол у лигашком делу сезоне, Трипковић је постигао на гостовању екипи Трајала у 13. колу Прве лиге, док је седми погодак у том такмичењу постигао у наредном колу, против Телеоптика, када је такође уписао и асистенцију. Након два кола која је пропустио, Трипковић се у поставу Борца вратио 17. такмичарске недеље, ушавши у игру на почетку другог полувремена утакмице против Радничког у Крагујевцу. Коначно, Трипковић је до краја календарске године погодио још на сусретима два послења кола јесењег дела такмичења, против Синђелића у Београду, односно Златибора из Чајетине на домаћем терену. На свечаности одржаној крајем 2018, Трипковић се нашао међу награђеним спортистима града Чачка за успехе постигнуте у протеклој години. По окончању календарске године, Трипковић је напустио клуб.

### Спартак Суботица
Почетком 2019. године, Триковић је приступио екипи суботичког Спартака, са којом је прошао припремни период у Анталији. Након комплетирања потребне документације, Триковић је средином фебруара исте године представљен као нови играч тог клуба, заједно са саиграчем из чачанског Борца, Владимиром Оташевићем, односно Лазаром Туфегџићем и Ђорђем Радовановићем. Са клубом је потписао четворогодишњи професионални уговор. Трипковић је за Спартак дебитовао на првом сусрету доигравања за опстанак, ушавши у игру уместо Дејана Ђенића у претпоследњем минуту утакмице против београдског Рада. Одмах затим, у следећем колу, Трипковић се нашао у стартној постави на гостовању Земуну, завршеном без погодака. Тренер Предраг Роган га је више пута користио као резервисту, док је свих 90 минута одиграо на гостовању Динаму у Врању у оквиру претпоследње такмичарске недеље у Суперлиги Србије, за сезону 2018/19.

## Начин игре
Трипковић је 184 центиметара високи фудбалер који углавном наступа на позицији најистуренијег нападача. Након млађих категорија које је прошао у екипи чачанског Борца, у истом клубу је прикључен првом тиму као један од нападача у сезони 2017/18. Током другог дела исте сезоне, Трипковић је играо на позајмици у Полету из Љубића, где је на 14 утакмица у Српској лиги Запад постигао 7 погодака. Такође, током периода у екипи Полета, Трипковић је према извештачима са утакмица заслужио просечну оцену 7,18. По повратку у матични Борац, тренер Владимир Станисављевић је Трипковића на почетку сезоне 2018/19. у Првој лиги Србије најчешће користио као јединог класичног нападача у формацији 5-4-1. Трипковић је на тај начин у уводних 10 кола постигао 5 погодака, укључујући хет трик на утакмици против Жаркова. Трипковић је током каријере голове постизао десном и левом ногом, главом, као и из пенала.

## Статистика

#### Клупска
| Клуб                    | Сезона   | Лига              | Лига    | Лига   | Национални куп | Национални куп | Европа  | Европа | Остало  | Остало | Укупно  | Укупно |
| Клуб                    | Сезона   | Дивизија          | Наступа | Голова | Наступа        | Голова         | Наступа | Голова | Наступа | Голова | Наступа | Голова |
| ----------------------- | -------- | ----------------- | ------- | ------ | -------------- | -------------- | ------- | ------ | ------- | ------ | ------- | ------ |
| Полет Љубић (позајмица) | 2017/18. | Српска лига Запад | 14      | 7      | —              | —              | —       | —      | —       | —      | 14      | 7      |
| Борац Чачак             | 2017/18. | Суперлига Србије  | 5       | 1      | 0              | 0              | —       | —      | —       | —      | 5       | 1      |
| Борац Чачак             | 2018/19. | Прва лига Србије  | 20      | 9      | 2              | 1              | —       | —      | —       | —      | 22      | 10     |
| Борац Чачак             | Укупно   | Укупно            | 25      | 10     | 2              | 1              | —       | —      | —       | —      | 27      | 11     |
| Спартак Суботица        | 2018/19. | Суперлига Србије  | 5       | 0      | —              | —              | —       | —      | —       | —      | 5       | 0      |
| Каријера                | Каријера | Каријера          | 44      | 17     | 2              | 1              | —       | —      | —       | —      | 46      | 18     |

- Ажурирано 27. маја 2019. године.